# Typhistes comatus
Espèce
Typhistes comatus est une espèce d'araignées aranéomorphes de la famille des Linyphiidae.

## Distribution
Cette espèce est endémique du Sri Lanka.

## Description
Le mâle holotype mesure 2 mm.

## Publication originale
- Simon, 1894 : Histoire naturelle des araignées. Paris, vol. 1, p. 489-760 (texte intégral).